# جیمز رالف (کشتی)
جیمز رالف (کشتی) (به انگلیسی: James Rolph (ship)) یک کشتی بود که طول آن ۱۶۹ فوت ۲ اینچ (۵۱٫۵۶ متر) بود.